# 中兴堂 (上杭)
25°13′35″N 116°49′21″E / 25.22639°N 116.82250°E
中兴堂位于中国福建省上杭县古田镇八甲村，建于清嘉庆十年（1805年），建筑面积1186平方米，占地面积1698平方米。1929年12月红四军进驻古田，红四军司令部设在中兴堂，朱德军长住在这里。2005年被列为第六批福建省文物保护单位。2006年作为古田会议旧址群之一并入第一批全国重点文物保护单位古田会议会址。
- 大门
- 大门内前院
- 前天井院
- 过厅
- 后天井院
- 侧天井院
- 朱德旧居
- 朱德卧室